# Mohammed Bellounis
Mohammed Bellounis (en arabe : محمد بلونيس), dit Olivier par les Français, né le 11 décembre 1912 à Melouza, mort le 14 juillet 1958 à Ksar El Hirane, est un militant du Mouvement national algérien. Il est général en chef de l'Armée nationale du peuple algérien (ANPA).

## Biographie
Il est instruit à l'école primaire française.
Selon les Mémoires d'Aït-Ahmed, « il représente une version du zapatisme, le type mexicain de la contre-violence populiste et massive contre les structures de l'oppression politique et de surexploitation sociale ».
Appelé dans l'armée française en 1940 au sein d'un régiment du train (transport), il est fait prisonnier en 1940 par les Allemands durant la Seconde Guerre mondiale, puis démobilisé comme sergent-chef.
Militant du Parti du peuple algérien (PPA), il participe aux manifestations du 8 mai 1945 à Sétif. Il est arrêté à plusieurs reprises et emprisonné à la prison de Barberousse.
Libéré de prison à la fin de la Seconde Guerre mondiale[Quand ?], fidèle partisan de Messali Hadj, il devient responsable du Mouvement pour le triomphe des libertés démocratiques pour tout l'arrondissement de Bordj Bou Arreridj.
Il adhère au parti du Mouvement national algérien et se distingue par sa lutte contre le Front de libération nationale (FLN) en Kabylie, puis dans la région de Djelfa. Jouissant d'une influence dans l'arrondissement de Bordj Bou Arreridj, il gagne le maquis en avril 1955, et y crée son propre maquis. Il dispose de plus de 1 200 fusils et 40 000 cartouches, et prend la direction du « foudj Bellounis » au douar Hizr, en Kabylie. Selon Chems ed-Din, l'auteur du livre L'affaire Bellounis, histoire d'un général fellagha, son armée est composée de 8 000 hommes.
Le massacre de Melouza perpétré par le FLN lui fait comprendre l'impérieuse nécessité de trouver un allié. Il se tourne donc vers les Français. Jean Combette, capitaine d'une SAS, noue les premiers contacts avec lui. Une alliance militaire est conclue : Bellounis s'engage à se rallier à la France à la condition que l'État français ne traite plus avec le FLN,,. 
Il fonde au printemps 1957 l'Armée nationale du peuple algérien (ANPA), soutenue financièrement et militairement par le gouvernement français. Il reçoit une aide logistique qui lui permet d'étoffer son groupe armé. Avec environ 3 000 hommes, il est actif sur un secteur d'environ 80 000 km2, d'Aumale à Aflou et collabore avec les parachutistes du 11e choc dirigés par le capitaine Rocolle. Devenu « général en chef » et très imprégné du modèle de l'armée française dont il est issu, il entreprend de le copier strictement à son maquis en en reprenant les grades, l'articulation et même la bureaucratie. Mais l'attitude de Bellounis ne fait pas l'unanimité dans son propre camp et certains messalistes crient à la trahison. D'après les services de renseignement français, le « général en chef », après l'installation de son PC à Diar-el-Chioukh, « travaille énormément, se lève de bonne heure, s'enferme dans son bureau à 9 heures, prend son repas vers 5 heures et travaille tout l'après-midi. Il est difficile de savoir qui pénètre chez lui, car le secret est bien gardé [...] II a été l'objet de plusieurs tentatives d'assassinat, mais il est bien gardé, et tout visiteur, même officier, est fouillé et désarmé avant de lui être présenté. » Mais ses rapports avec l'armée française sont marqués par la méfiance et une tension qui est perceptible dès septembre 1957.
En 1958, sa garde rapprochée est d'ailleurs confiée à ses proches. Le « général en chef », dont les méthodes autoritaires et brutales sont bientôt connues, voit ses officiers supérieurs tenter de lui ravir son pouvoir, entraînant la désagrégation de son armée. Son despotisme, ses exactions dressent contre lui les populations. Devenu plus gênant qu'utile, et incontrôlable, les Français décident, sur ordre du général Raoul Salan, d'arrêter là l'expérience et de désarmer l'ANPA. Ayant abandonné son PC le 25 juin 1958, il trouve la mort lors d'un accrochage avec une unité française, des éléments du 3e RPIMa, vraisemblablement le 14 juillet 1958 au mont de Zemra (actuellement commune de Temsa) ex-douar de Ras Dabae (actuel Sidi Ameur ) près de Bou Saada. Si on sait qu'il était alors habillé en bédouin, montant un cheval et conduisant des chameaux, les circonstances exactes de son décès restent mystérieuses. 
Son cadavre est exposé un peu partout. Les rescapés de l'ANPA, quelques centaines d'hommes, se réfugient dans les montagnes sous les ordres d'un chef MNA, Si Meftah, les autres se rallient au FLN. Ces derniers seront les premiers à être éliminés en 1959, lors des purges déclenchées par « la bleuite » qui a ravagé les maquis des wilayas III et IV.
De fait, seuls les responsables du MNA de France rendent hommage à ce combattant du messalisme, grand admirateur d'Abd el-Kader, et qui se voyait sans doute succéder au vieux leader Messali Hadj, pour prendre la tête d'une Algérie indépendante. Le FLN a, par la suite, exploité cet épisode de la guerre contre le MNA.